# Gare de Trincomalee
La gare de Trincomalee dessert la ville de Trincomalee à l'est du Sri Lanka et est sur la Ligne de Trincomalee qui la relie à la capitale.